# Makovci
Makovci is een plaats in de gemeente Grožnjan in de Kroatische provincie Istrië. De plaats telt 100 inwoners (2001).